# Ribera Navarra Fútbol Sala
Ribera Navarra Fútbol Sala, conocido por razones de patrocinio como ATP Iluminación Tudelano Ribera Navarra, es un equipo de fútbol sala situado en la ciudad de Tudela (Navarra). Desde la temporada 2011/12 juega en la primera división de la Liga Nacional de Fútbol Sala.
Fue fundado en 2001 por José Luis Ruiz Arriazu, y en los próximos años se convirtió en el máximo representante del fútbol sala en la Ribera Navarra, una comarca del sur de la comunidad. El club gestiona categorías juveniles, y cuenta con el apoyo de patrocinadores locales.

## Historia
El Ribera Navarra FS se gestó a finales de 2000, cuando un grupo de personas liderado por José Luis Ruiz creó un equipo para toda la comarca, hasta entonces sin representación en ese deporte. En marzo de 2001 se constituyó oficialmente como Ribera Navarra Fútbol Sala, y durante sus primeras temporadas jugó en Primera Nacional "B", así como en torneos comarcales y regionales.
En el año 2004/05 jugó por primera vez en Primera Nacional "A", tercera categoría del futsal español, al fusionarse y tomar la plaza del Metales San Jorge. Sin embargo, su estancia duró sólo esa temporada y al año siguiente descendió a Nacional "B". Durante todo ese tiempo, Ribera Navarra trabajó en consolidar los equipos juveniles y en crear una escuela de fútbol sala para la ciudad de Tudela, que se abrió en 2006.
Ribera Navarra subió a División de Plata en la temporada 2008/09, donde permaneció dos temporadas bajo el patrocinio de Ríos Renovables, una empresa de energías renovables. Con una fuerte inversión en fichajes, en su mayoría jugadores veteranos o descartes de otros clubes, Ribera Navarra subió a División de Honor en la temporada 2010/11. El equipo finalizó la temporada regular en segunda posición, y venció en el playoff de ascenso a BP Andorra y UPV Maristas Valencia. Para afrontar la máxima categoría, el club se reestructuró.
En febrero de 2017, José Luis Ruiz dimitió como máximo responsable de la entidad, haciendo cargo como presidente Alberto Ramírez Arregui.

## Palmarés

### Torneos nacionales
- Subcampeón de División de Plata (1): 2010/11.

### Torneos regionales
- Subcampeón de Copa Navarra de Fútbol Sala (4): 2016, 2017, 2018 y 2019.[12][13][14][15][16][17][18][19][20][21][22][23]

## Plantilla 2019/20
|    | Nac.      | Nombre                                | Sobrenombre     | Puesto    |
| -- | --------- | ------------------------------------- | --------------- | --------- |
| 1  | España    | Gustavo Pérez Segura                  | GUS             | Portero   |
| 18 | España    | Sergi Cuxart Reig                     | SERGI           | Portero   |
| 2  | España    | David García Beltrán                  | DAVID           | Cierre    |
| 5  | España    | Alejandro Lemine Luque                | LEMINE          | Ala       |
| 7  | España    | Nil Closas Dalmau                     | NIL             | Ala       |
| 8  | España    | Javier Mínguez Rubio                  | J. MÍNGUEZ      | Ala       |
| 10 | Argentina | Andrés Santos                         | A. SANTOS       | Ala-Pívot |
| 14 | España    | Daniel Mesa Darias                    | LUCAS           | Ala       |
| 15 | Argentina | Lucas Martín Tripodi                  | L. TRIPODI      | Ala       |
| 16 | España    | Ferrán Plana Oltra                    | FERRÁN PLANA    | Cierre    |
| 20 | España    | David Pazos Fuentes                   | DAVID PAZOS     | Ala       |
| 21 | España    | Sergio González Pérez                 | SERGIO GONZÁLEZ | Ala       |
| 23 | España    | Eugenio Miramón Clavijo               | UGE             | Ala       |
| 37 | Brasil    | Thalles Henrique Lima Aleixo Flauzino | THALLES         | Ala       |

Entrenador:  Jose Lucas Mena  - Pato